# 拉萨尔 (加尔省)
拉萨尔（法語：Lasalle，法語發音：[lasal]）是法国加尔省的一个市镇，属于勒维冈区。

## 地理
拉萨尔（44°2'47"N, 3°51'8"E）面积10.1 平方千米，位于法国奧克西塔尼大區加尔省，该省份为法国南部沿海省份，南端濒地中海，北起顺时针与阿尔代什省、沃克吕兹省、罗讷河口省、埃罗省、阿韦龙省和洛泽尔省接壤。
与拉萨尔接壤的市镇（或旧市镇、城区）包括：科洛尼亚克、莫诺布莱、圣博内-德萨朗德兰克、圣克鲁瓦-德卡代尔勒、苏多尔格、瓦布尔。
拉萨尔的时区为UTC+01:00、UTC+02:00（夏令时）。

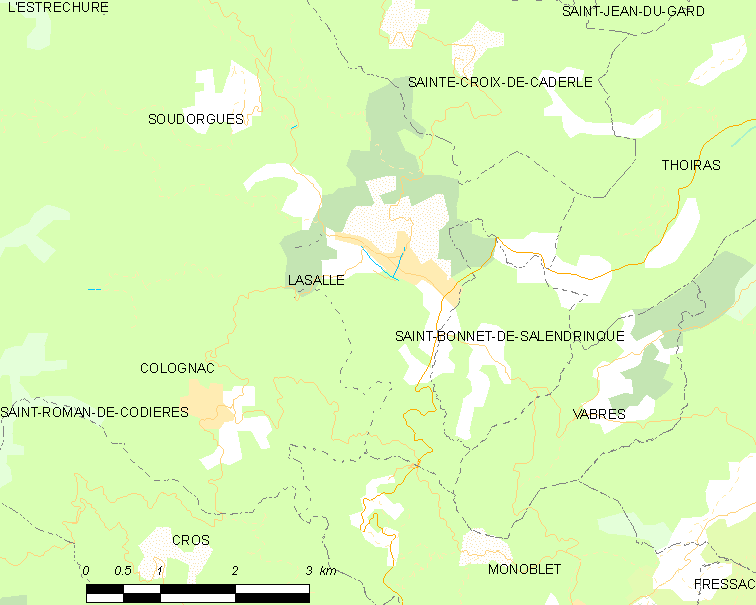
拉萨尔的OSM定位图

## 行政
拉萨尔的邮政编码为30460，INSEE市镇编码为30140。

## 政治
拉萨尔所属的省级选区为勒维冈县。

## 人口

1962-2008年间拉萨尔人口变化图示

拉萨尔于2022年1月1日时的人口数量为1166人。